# 7826 Kinugasa
7826 Kinugasa è un asteroide della fascia principale. Scoperto nel 1991, presenta un'orbita caratterizzata da un semiasse maggiore pari a 2,3638532 UA e da un'eccentricità di 0,0582370, inclinata di 6,20541° rispetto all'eclittica.